# Галт (Каліфорнія)
Галт (англ. Galt) — місто (англ. city) в США, в окрузі Сакраменто штату Каліфорнія. Населення — 25 383 особи (2020).

## Географія
Галт розташований за координатами 38°16′3″ пн. ш. 121°18′14″ зх. д. / 38.26750° пн. ш. 121.30389° зх. д. (38.267461, -121.303836).  За даними Бюро перепису населення США в 2010 році місто мало площу 15,40 км², з яких 15,36 км² — суходіл та 0,03 км² — водойми.

## Демографія
Згідно з переписом 2010 року, у місті мешкало 23 647 осіб у 7262 домогосподарствах у складі 5791 родини. Густота населення становила 1536 осіб/км².  Було 7678 помешкань (499/км²).
Расовий склад населення:
| - 66,1 % — білих - 3,4 % — азіатів - 1,8 % — чорних або афроамериканців - 1,5 % — корінних американців - 0,5 % — вихідців з тихоокеанських островів - 20,4 % — осіб інших рас |

До двох чи більше рас належало 6,2 %. Частка іспаномовних становила 42,8 % від усіх жителів.
За віковим діапазоном населення розподілялося таким чином: 31,1 % — особи молодші 18 років, 59,3 % — особи у віці 18—64 років, 9,6 % — особи у віці 65 років та старші. Медіана віку мешканця становила 32,4 року. На 100 осіб жіночої статі у місті припадало 97,4 чоловіків;  на 100 жінок у віці від 18 років та старших — 94,3 чоловіків також старших 18 років.
Середній дохід на одне домашнє господарство  становив 76 597 доларів США (медіана — 63 065), а середній дохід на одну сім'ю — 79 265 доларів (медіана — 67 336). Медіана доходів становила 48 093 долари для чоловіків та 45 542 долари для жінок. За межею бідності перебувало 19,4 % осіб, у тому числі 28,3 % дітей у віці до 18 років та 17,4 % осіб у віці 65 років та старших.
Цивільне працевлаштоване населення становило 10 011 осіб. Основні галузі зайнятості: освіта, охорона здоров'я та соціальна допомога — 20,1 %, публічна адміністрація — 9,6 %, виробництво — 9,5 %.